# Fédération pour une alternative sociale et écologique
 (mai 2018).
La Fédération pour une alternative sociale et écologique (FASE ou « La Fédération ») est un rassemblement politique né en décembre 2008 visant à regrouper toute la « gauche alternative », à la suite de l'appel lancé par l'hebdomadaire Politis pour peser plus dans le rassemblement des gauches anticapitaliste, antilibérale et écologiste. La FASE rejoint en juin 2011 le Front de gauche.
Les participants restent membres de leurs partis respectifs selon le principe de la double adhésion, ou peuvent être adhérents directs s'ils ne sont membres d'aucune des forces participantes. Le mouvement souhaite s'inscrire dans la recomposition qui traverse la gauche radicale.
La Fédération appellera notamment au rassemblement pour les élections européennes de juin 2009.

## Organisations et mouvements politiques partie prenante
Parmi les organisations membres ou participantes on peut citer :
- les Communistes unitaires, issus du courant refondateur du Parti communiste français (PCF) refusant la ligne actuelle du parti ; une vingtaine d'entre eux (dont les députés François Asensi et Jacqueline Fraysse, l'ancien député Patrick Braouezec, ou encore Pierre Zarka) menaçait de quitter le parti en 2010 pour rejoindre à plein temps la FASE[3] :
- Alter Ekolo ;
- le Mouvement Utopia[4] (implanté auprès d'autres formations comme le PS, le PG, le PRG et les Verts) ;
- le MAI, le Mouvement politique pour une convergence des alternatives à la mondialisation et pour la sortie du productivisme ;
- l'Alternative démocratie socialisme (ADS), ancienne composante de la Convention pour une alternative progressiste, implantée en Haute-Vienne.

### Un impact limité
Aucun des principaux partis de la gauche antilibérale (PCF, PG) ou d'extrême gauche (NPA, LO) n'y adhère. Les Alternatifs rejoignent dans un premier temps la FASE en 2008, avant de la quitter en décembre 2011, en désaccord avec la participation de celle-ci au Front de gauche. 

### Personnalités politiques de la Fédération
- Yves Salesse, conseiller d'État, Fondation Copernic.
- Clémentine Autain, ancienne adjointe à la mairie de Paris, directrice du mensuel Regards et cofondatrice de l'association Mix-Cité.
- Patrick Braouezec, ancien député et président de la Communauté d'agglomération Plaine-Commune, ancien membre du PCF.
- François Asensi, député maire de Tremblay-en-France et président de la Communauté d'agglomération Plaine de France, ancien membre du PCF.
- Jacqueline Fraysse, députée, ancienne membre du PCF.
- Marcel Rigout, ancien ministre communiste, créateur et membre de l'ADS.
- Patrick Jarry, maire et conseiller général de Nanterre, ancien membre du PCF.
- Patrice Leclerc, conseiller général des Hauts-de-Seine, ancien membre du PCF.
- Pierre Laporte, conseiller général de Seine-Saint-Denis, ancien membre du PCF.
- Pierre Goldberg, ancien député-maire de Montluçon, ancien membre du PCF.

## Présence électorale

### Élus
- Deux députés (François Asensi et Jacqueline Fraysse).
- Trois conseillers généraux (1 en Seine-Saint-Denis, 2 dans les Hauts-de-Seine).
- Plusieurs maires, dont Patrick Jarry, maire de Nanterre et François Asensi, maire de Tremblay-en-France.

### Élection européennes de 2009
Le PG a ouvert le dialogue avec la Fédération pour qu'elle rejoigne le Front de gauche. Les négociations sont rendues compliquées par le PCF, partenaire du PG dans cette alliance, qui refuse d'avoir pour interlocuteur des organisations dans lesquelles plusieurs de ses membres (ici les Communistes unitaires) sont présents.
Parallèlement, la Fédération est également en discussion avec le Nouveau Parti anticapitaliste.
La Fédération a décidé de ne pas s'engager en tant que telle dans la campagne des Européennes, ni du côté du NPA, ni de celui du Front de Gauche, étant donné la division des forces antilibérales de gauche dont elles partagent toutes une part de responsabilité selon elle, mais aussi étant donné la diversité des positions exprimées en son sein par les forces participant à la Fédération.

### Élections régionales 2010
La Fédération participe à plusieurs listes régionales du Front de gauche, aux côtés d'autres petites formations politiques.

## Au sein du Front de gauche
Le 11 juin 2011, à la suite de la conférence nationale du PCF des 4 et 5 juin, la FASE annonce dans un communiqué son ralliement national au Front de gauche et son soutien à Jean-Luc Mélenchon pour l'élection présidentielle de 2012. Le 17 juin 2011, son adhésion est officialisée lors d'une réunion avec le PCF, R&S et le PG.
À la suite de cette adhésion, Les Alternatifs (refusant d'intégrer le Front de gauche) quitte la Fédération.
À partir de 2012, la FASE mène un processus de rapprochement avec la Gauche anticapitaliste, Convergences et alternative et la Gauche unitaire, auxquels sont rapidement intégrés Les Alternatifs et République et socialisme. Un bulletin d'information et de débat commun intitulé Trait d'union est créé, le premier numéro sortant en janvier 2013. Ce processus aboutit à la création d'Ensemble à l'automne 2013.